# Рачков, Константин Борисович
Константин Борисович Рачков (род. 29 октября 1967, Москва) — советский и российский хоккеист, нападающий. Тренер, функционер.

## Биография
Воспитанник московского «Спартака». Выступал за команды «Спартак» (1985/86), «Кристалл» Электросталь (1986/87 — 1987/88), СК МВО Калинин (1987/88 — 1989/90), Торпедо «Горький» (1989/90 — 1990/91), «Металлург» Череповец (1990/91), «Аргус» Москва (1991/92), «Крылья Советов» (1992/93, 1993/94 — 1994/95), «Есенице» (Словения, 1993/94), «Дизелист» Пенза (1994/95), «Кайяки» (1994/95) и «Хокки» (1995/96, обе — Финляндия), «Титан» Клин (1998/99). Играл за любительские клубы «Вастомъ» Москва (2000—2002), «Дмитров» (2002—2004).
Тренер в американских школах городов Фергус-Фолс и Уопетон (1996—2000). Тренер в московских школах «Марьино» (2000—2001, 2003—2004), «Центр» / «Спорт-центр» (2005—2014). Тренер в любительском «Вастоме» (2001—2002). В сезоне 2014/15, до 28 августа — главный тренер МХК «Дмитров».
Советник исполнительного директора ФХР (Отдел проведений соревнований и детско-юношеского хоккея).